# Mompha elegans
Mompha elegans é uma espécie de mariposa do gênero Mompha pertencente à família Coleophoridae.